# لوكيزيت
لوكيزيات :هو عضو جديد في مجموعة التورمالين من المعادن. يحتوي لوكيزيات على الصيغة CaFe 3 Al 6 (Si 6 O 18 ) (BO 3 ) 3 (OH) 3 O. إنه الكالسيوم والأكسجين - نظير schorl . لها نوعان من التوطين من النوع المشترك ، أحدهما في جمهورية التشيك والآخر في سريلانكا. كأعضاء آخرين في مجموعة التورمالين ، فهو ثلاثي الزوايا.